# زهانج اكسين
زهانج شين ((بالصينية المبسطة: 张欣؛ بالصينية التقليدية: 張欣؛ البينيين: Zhāng Xīn)؛ ولدت عام 1965) هي مليارديرة ورائدة أعمال صينية، اكتسبت ثروتها بشكل أساسي من خلال صناعة العقارات. شاركت مع زوجها بان شيوي في تأسيس شركة سوهو الصين، وهي مطور لمباني المكاتب في الصين. تنحت عن منصبها كرئيسة تنفيذية في 7 سبتمبر 2022 "للتفرغ لدعم الفنون والمساعي الخيرية".
تولت لاحقًا منصب مؤسسة لشركة كلوزر ميديا، وهي شركة إنتاج وتمويل أفلام مقرها مدينة نيويورك.
نشأت زانج في ظروف متواضعة في بكين وهونغ كونغ، حيث عملت لفترة كعاملة في مصنع، قبل أن تؤسس شركات مسؤولة عن عشرات مشاريع التطوير العقاري في بكين وشنغهاي. وفي منتصف العقد الأول من الألفية، بدأت زانج بالتحول من نموذج بناء وبيع العقارات إلى نموذج شراء وتأجيرها. اشترت زانج أيضًا حصصًا كبيرة في بارك أفنيو بلازا ومبنى جنرال موتورز، وأطلقت قطاع SOHO 3Q لمكاتب العمل المشتركة في فبراير 2015.
في عام 2014، أدرجتها مجلة فوربس ضمن أقوى 100 امرأة في العالم بالمركز 62، وغالبًا ما توصف بأنها من أبرز سيدات الأعمال في العالم. كما صنفتها فوربس مع زوجها سابقًا ضمن "أقوى الأزواج في العالم".
تعد زانج واحدة من أشهر رائدات الأعمال في الصين، ولديها أكثر من 10 ملايين متابع على سينا ويبو.
أسست زانج وبان مؤسسة سوهو الصين الخيرية عام 2005 لدعم مبادرات تعليمية تهدف إلى تخفيف الفقر. في عام 2014، أطلقت المؤسسة برنامج منح سوهو الصين لتقديم المساعدات المالية للطلاب الجامعيين الصينيين في أرقى الجامعات العالمية. تدعم منح سوهو الصين حوالي 50 طالبًا صينيًا في جامعات هارفارد وييل وجامعة شيكاغو.

## النشأة والتعليم
في خمسينيات القرن العشرين، غادر والدَا زهانج شين، وهما من الجيل الثاني من الصينيين البورميين، بورما وهاجرا إلى الصين. وهناك عملا كمترجمين في دار نشر اللغات الأجنبية. انفصل والدَاها خلال الثورة الثقافية.
وُلدت زهانج في بكين عام 1965، وبقيت مع والدتها بعد انفصال والديها. وعندما بلغت الخامسة عشرة من عمرها، انتقلت مع والدتها إلى هونغ كونغ، حيث عاشتا في غرفة بالكاد تتسع لسريِّن. ولتدبير تكاليف دراستها في الخارج، عملت لمدة خمس سنوات في مصانع صغيرة لإنتاج الملابس والمنتجات الإلكترونية. وبعمر التاسعة عشرة، تمكنت من توفير ما يكفي من المال لشراء تذكرة سفر إلى لندن والالتحاق بمدرسة سكرتارية لتعلم اللغة الإنجليزية في أكسفورد. ولتغطية نفقاتها أثناء وجودها في المملكة المتحدة، عملت في محل سمك ورقائق تقليدي تديره عائلة صينية، كما اتخذت من رئيسة الوزراء مارغريت تاتشر قدوة لها، بينما طورت في الوقت نفسه اهتمامًا بالفكر اليساري البريطاني.
في عام 1987، وأثناء دراستها في لندن، حصلت على منحة دراسية مكنتها من دراسة الاقتصاد في جامعة ساسكس، حيث نالت درجة البكالوريوس. وفي عام 1992، تخرجت بدرجة الماجستير في اقتصاد التنمية من جامعة كامبريدج، حيث تناولت موضوع الخصخصة في الصين في رسالتها للماجستير. وفي عام 2013، حصلت على دكتوراه فخرية من جامعة ساسكس.

## المسيرة المهنية

### الاستثمارات الأولية
بعد تخرجها، عُينت زهانج في شركة بارينجز بي إل سي (التي أصبحت لاحقًا بنك بارينجز)، والتي كانت قد بحثت في جامعة كامبريدج عن طلاب يمتلكون معرفة بعمليات الخصخصة في الصين، واختارت زهانج بناءً على قوة رسالتها للماجستير في هذا الموضوع. عادت إلى هونغ كونغ للعمل، ولكن في عام 1993، استحوذت غولدمان ساكس على القسم الذي كانت تعمل فيه ببارينجز، فانتقلت زهانج إلى مدينة نيويورك، حيث ساعدت في طرح مصانع صينية خُصخصت حديثًا في سوق الأسهم العامة. وإذ أثارت نهضة التحضر في الصين اهتمامها، عادت إلى مسقط رأسها بكين، حيث التقت بزوجها وتزوجته — ويُقال إنه تقدم لخطبتها بعد أربعة أيام فقط من لقائهما في عام 1994. في ذلك العام، بدأ الزوجان مشروع تطوير متعدد الاستخدامات على أرض مهملة أطلقا عليه اسم "المدينة الجديدة".
شاركت زهانج في تأسيس شركة هونغشي (وتعني "الحجر الأحمر")، التي أصبحت لاحقًا سوهو الصين، مع زوجها بان شي يي في عام 1995. وعلى مدار العقد التالي، شرعا في تنفيذ ستة مشاريع تطويرية إضافية في الصين، بما في ذلك مشروع سكني في بوآو بجزيرة هاينان، ومشروع منتجع كوميون بجانب سور الصين العظيم، وهو فندق بوتيكي مُدار في بكين شارك فيه اثنا عشر معماريًا آسيويًا قامت زهانج باختيارهم. في بدايات زواجهما وشراكتهما التجارية، واجه الزوجان خلافات بسبب تباين أفكارهما حول كيفية إدارة الأعمال، مما دفع زهانج للعودة إلى إنجلترا لبعض الوقت للتفكر. لكنها قررت في النهاية العودة إلى زوجها، وإن كانت قد ابتعدت عن العمل التجاري لبعض الوقت، قبل أن تعود لاحقًا للتركيز على جانب التصميم مع ازدهار الأعمال.

### التطورات اللاحقة
خلال عشر سنوات فقط من تأسيس شركتهما، أصبحت سوهو الصين أكبر مطور عقاري في البلاد، واكتسبت زهانج لقب "المرأة التي بنت بكين". وبحلول عام 2008، وصفتها صحيفة ذا تايمز وزوجها بأنهما "أكثر مطوري العقارات شهرة واستعراضًا في الصين".
في عام 2011، بدأت زهانج بالانتقال من مجرد تطوير وبيع العقارات إلى شراء وتأجير المساحات، ووسعت نشاطها خارج الصين من خلال شراء حصة بقيمة 600 مليون دولار في بارك أفينيو بلازا بمدينة نيويورك، ثم شاركت لاحقًا في مجموعة استحوذت على حصة 40% من مبنى جنرال موتورز في وسط مانهاتن عام 2014، مقابل مبلغ قُدر بـ1.4 مليار دولار.
في ذلك الوقت، كانت زهانج، عبر سوهو الصين، تشارك في 18 مشروعًا تطويريًا في بكين و11 مشروعًا في شنغهاي.
في عام 2014، أطلقت زهانج وزوجها مبادرة خيرية بقيمة 100 مليون دولار، وهي منح سوهو الصين الدراسية، لتمويل دراسة الطلاب الصينيين المحرومين في أرقى الجامعات حول العالم، بما في ذلك تبرعات بأكثر من 10 ملايين دولار لجامعة ييل، وأكثر من 15 مليون دولار لجامعة هارفارد، و10 ملايين دولار لجامعة شيكاغو. وقد أثارت هذه التبرعات بعض الجدل بين النقاد الذين رأوا أن الأموال كان من الممكن استثمارها في تحسين المدارس داخل الصين. وتدعم منح سوهو الصين الدراسية حوالي 50 طالبًا صينيًا يدرسون برامج البكالوريوس في الجامعات الشريكة.
بدأت سوهو الصين بالتحول من نموذج عمل يعتمد على البناء والبيع إلى نموذج شراء وتأجير العقارات، مع إطلاق زهانج في فبراير 2015 لقطاع سوهو 3Q، المتخصص في تأجير مساحات العمل المشتركة للشركات في عدة مدن صينية.
خلال جائحة كوفيد-19، انتقلت زهانج إلى الولايات المتحدة، واستقالت من منصبها في سوهو الصين في سبتمبر 2022.

### التكريم

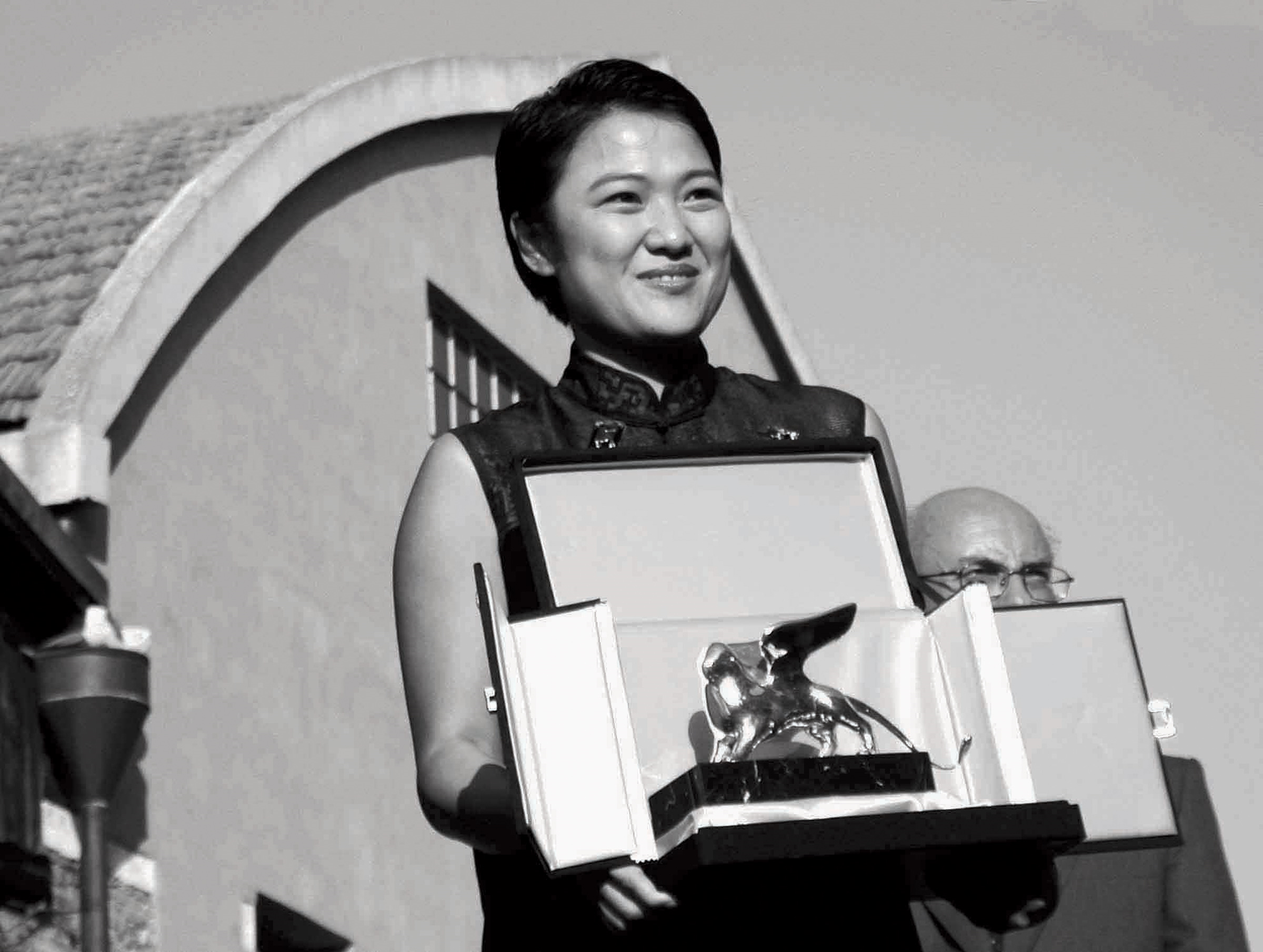
زهانج شين تتسلم "جائزة خاصة لرعاية الأعمال المعمارية" في المعرض الدولي الثامن للعمارة في بينالي البندقية في سبتمبر 2002.

تلقت زهانج جوائز دولية لدورها كراعٍ للأعمال المعمارية في الصين وكريادية أعمال. ففي عام 2002، مُنحت جائزة خاصة في الدورة الثامنة من بينالي البندقية عن مشروع منتجع كوميون بجانب سور الصين العظيم، وهو مجموعة خاصة من المباني المعمارية تحولت لاحقًا إلى فندق.
تُعد زهانج عضوًا في المنتدى الاقتصادي العالمي في دافوس، وعضوًا في مجلس الاستشارات العالمية لجامعة هارفارد. كما شغلت منصب أمينة لمؤسسة الصين في أمريكا بين عامي 2005 و2010، وحصلت على "جائزة السحابة الزرقاء" من المؤسسة عام 2010. وفي عام 2014، صنفتها مجلة فوربس في المرتبة 62 ضمن قائمة أقوى النساء في العالم. وهي "تُدرج بانتظام ضمن أبرز سيدات الأعمال في العالم". كما صنفتها مجلة فوربس وزوجها ضمن قائمة "أقوى الأزواج في العالم". عُينت زهانج أيضًا كأمينة لمتحف متحف الفن الحديث (موما)، ومجلس الأعمال الآسيوي.
ظهرت زهانج بمشهد قصير في فيلم وول ستريت: المال لا ينام عام 2010 كممثلة عن مستثمر صيني.

## الحياة الشخصية
أنجبت زهانج وزوجها بان شي يي ولدين. وهما من أتباع الديانة البهائية.

## قراءة إضافية
- جيليت، كيت. "زهانج شين" (أرشيف). تشاينا إنترناشيونال بيزنس (CIB). عدد يناير 2010، بتاريخ 19 يناير 2010.

## وصلات خارجية
- "بانية المليارات الصينية"، مجلة بلومبيرغ ماركتس، 11 أغسطس 2010.
- "كيف غيّرت الديانة مطوّرة عقارات صينية مليارديرة"، وول ستريت جورنال، 6 مارس 2011.